# Loma Seca de San Antonio
Loma Seca de San Antonio es una localidad peruana ubicada en el distrito de Lagunas, perteneciente a la provincia de Ayabaca del departamento de Piura, al norte del Perú. 

## Ubicación
Loma Seca de San Antonio se ubica al sur de la provincia de Ayabaca, en el distrito de Lagunas, en el departamento de Piura.

## Demografía
En 2017 Loma Seca de San Antonio tenía una población de 29 habitantes.